# 에베하르드 융엘
에베하르드 융엘(Eberhard Jüngel, 1934년 12월 5일~2021년 9월 29일)는 독일 루터교 신학자이다. 그는 튀빙겐 대학교 신학과에서 조직신학과 종교철학 교수를 하였다. 동대학 해석학연구소 소장직을 겸직하다 1999년 정년퇴임했다. 이후 여러 종교재단의 교장직과 회원으로 2020년까지 활발하게 활동하였다. 루돌프 불트만과 거리를 두고 어네스트 푹스의 언어사건의 개념에 지지자이다.

## 생애
융엘은 제 2차 세계 전쟁 바로 전에 종교적인 가정의 전통속에서 마그데 부르크에서 태어났다. 신학을 하려는 그의 결정은 그의 부모님을 당황하게 하였다. 그러나 공산주의 환경이 오히려 그를 기독교인으로 이끌었고 스탈인 사회주의를 대체하는 장소로서 교회를 찾게되었다.

## 신학
신학자 정기철의 주장에 따르면 융엘은 불트만 학파 출신이지만 칼 바르트의 사상을 가장 잘 섭렵하고 있다는 평을 받고 있다. 그는 바르트의 신학으로부터 성경이 증언하고 있는 진리에 관심을 가지려면 우리가 살고 있는 현재의 세계에 대해서도 신뢰해야 한다는 것을 배웠다. 그의 신학의 가장 큰 관심사는 '무신론을 강요하는 세대나 사람들에게 어떻게 성경의 진리를 말할 것인가'를 해명하는 일이었다고 한다.

### 신학사상의 특징
- 그의 신학사상의 특징을 몇 가지로 설명할 수 있다. 먼저, 성서 해석학인데 이것은 그의 신학의 기초에 해당하는 것으로 말씀의 신학으로 전개된다. '말씀으로 임하신 하나님'은 우리가 우리를 아는 것보다 더 잘 이해할 수 있도록 '더 가까이' 임하셨는데, '그 분이 바로 예수 그리스도이다'는 것이다. 따라서 그의 신학의 핵심은 그리스도론으로 이어진다. 특별히 십자가 신학이 그렇다. 더욱이 니체는 십자가에서 '신의 죽음'을 보았다고 했기에 십자가 신학을 새롭게 보도록 만들었다. 융엘은 십자가가 살아계신 하나님의 죽음을 드러낸 사건이라고 규정하고, 그것을 통해 하나님이 살아계신 분임과 동시에 죽음이 우리를 지배할 수 없음을 드러낸 사건이라고 해석한다. 십자가는 전통신학이 '경륜적 삼위일체와 내재적 삼위일체' 개념으로 논쟁해 오던 장소가 되었다. 그래서 그는 삼위일체를 '대립적인 타자존재의 공동체'라 규정하게 되는데, 다시 말하면 십자가에서 하나님의 존재가 나타나면서 하나님과 예수가 서로 동일한 분이심을 증명하셨다는 것이다. 십자가는 신의 존재와 본질을 통일시키는 증거가 된다는 것이다.
- 무신론에 답변하다. 그러나 근대 무신론 사상들이 '신의 본질과 신의 존재를 통일할 수 있느냐'고 따지게 될 때, 전통신학은 신의 존재와 본질 사이의 일치 문제를 삼위일체론의 문제로 고민했으나, 데카르트는 "신의 존재와 본질이 일치한다고 확정하는 것은 신이 아니라 결국 인간"이라고 보아 전통신학을 거부한다. 이를 이어 받아 포이에르바흐는 신의 본질을 아예 인간의 본질로 보면서 신을 생각할 수 있는 곳에서만 인간을 생각할 수 있다고 하거나, 니체는 신의 본질이나 존재 등은 인간의 생각이 만들어낸 사유물일 뿐이라고 일축하고 만다. 사람의 생각은 신도 만들어 낼 수 있을 뿐 아니라 그렇게 만들어낸 신에게 기도도 한다는 것이다. 이런 도발에 대해 융엘은 십자가의 하나님은 만들어낸 사유물이 아니라 역사적 실재 사건이었고 사랑이라는 신의 속성이 십자가에서 드러났음을 강조했다.
- 자연신학 논쟁에서 바르트를 따르다. 이러한 논쟁은 신학 안에서 바르트와 브루너 사이에서 '계시신학과 자연신학'의 틀로 새롭게 전개되는데 융엘은 그의 스승인 바르트를 따라 계시신학을 옹호한다. 왜냐하면 자연신학이 그리스도교 계시의 특수성을 손상시키기 때문이고, 예수만이 하나님을 인식할 수 있는 유일한 길이다고 보았기 때문이다.

- 루터의 칭의론을 고수하였다. 융엘은 또 칭의론(믿음으로만 의롭게 된다는 이론)을 그리스도교 신앙의 핵심으로 봤다. 칭의론은 오늘날 우리에게도 여전히 중요하며, 칭의론을 통해서야 인간과 교회를 올바로 이해할 수 있다는 것이다. 칭의론에 대한 논쟁 때문에 개신교와 가톨릭이 나눠졌다. 둘의 화해와 일치를 위한 노력과 과정에서 칭의론의 핵심을 비켜가는 식의 통일은 재고되어야 한다는 입장이 바로 융엘이 취하는 태도이다.

- 교회를 위한 신학자이다, 칼 바르트처럼 신학은 교회를 위한 학문이라고 보았다. 독일 일간지들은 그의 정년퇴임을 소개하면서 '열린 눈을 가진 신비가'로 소개했다. 현존하는 독일 신학자 중에서 조직신학자인 그만큼 많은 설교집을 출판한 사람도 없을 것이다. 그리고 그는 결코 교회를 떠난 신학을 생각해 본 적이 없다고 한다. 독일이 통일 되는 기저에 교회의 기도 모임이 있었듯, 교회가 진리의 최후 보류이고 사회를 구원하는 매체여야 함을 강조한다.

## 참고 문헌
- 심광섭(심광섭), 칼 바르트의 생애와 사상(1), 한국기독교연구소, 세계의신학 제26호, 1995. 3, pp. 183~201[깨진 링크(과거 내용 찾기)]
- 심광섭(심광섭), 칼 바르트의 생애와 사상(2), 한국기독교연구소, 세계의신학 제27호, 1995. 6, pp. 241~256[깨진 링크(과거 내용 찾기)]
- E.융엘, 심광섭, 칼 바르트의 생애와 사상(3), 한국기독교연구소, 세계의신학 제28호, 1995. 9, pp. 220~236

German Works
- Gott als Geheimnis der Welt: Zur Begründung der Theologie des Gekreuzigten im Streit zwischen Theismus und Atheismus, Mohr Siebeck, 1982.

English Translations
- "The Christian Understanding of Suffering" in Journal of Theology for Southern Africa 65 (1988), pp. 3–13.
- Christ, Justice and Peace: Toward a Theology of the State in Dialogue with the Barmen Declaration (ET 1992, translated by Alan Torrance and D. Bruce Hamill).
- "The Cross After Postmodernity" in One Incarnate Faith: Christianity's answer to spiritual chaos, ed. by Uwe Siemon-Netto (2002).
- Death: The Riddle and the Mystery (ET 1975).
- The Freedom of a Christian: Luther's Significance for Contemporary Theology (ET 1988).
- God as the Mystery of the World: On the Foundation of the Theology of the Crucified One in the Dispute between Theism and Atheism (ET 1983).
- "God - as a Word of Our Language" in F. Herzog, ed., Theology of the Liberating Word (English translation 1971), pp. 24–45.
- God's Being Is in Becoming: The Trinitarian Being of God in the Theology of Karl Barth - A Paraphrase (ET 2001); previously translated as The Doctrine of the Trinity (ET 1976).
- "The Gospel and the Protestant Churches of Europe: Christian Responsibility for Europe from a Protestant Perspective," in Religion, State and Society 21:2 (1993), pp. 137–149.
- Justification: The Heart of the Christian Faith (ET 2001).
- Karl Barth: A Theological Legacy (ET 1986).
- "The Last Judgment as an Act of Grace" in Louvain Studies 14 (1990), pp. 389–405.
- "Life after Death? A Response to Theology's Silence about Eternal Life" in Word and World 11 (1991), pp. 5–8.
- "On the Doctrine of Justification" in the International Journal of Systematic Theology 1:1 (1999), pp. 24–52.
- "The Relationship between 'Economic' and 'Immanent' Trinity" in Theology Digest 24 (1976), pp. 179–184.
- "Response to Josef Blank" in H. Küng and D. Tracy, eds., Paradigm Change in Theology: A Symposium for the Future (ET 1989), pp. 297–304.
- "Sermon on Matthew 25:1-12" in Toronto Journal of Theology 18:1 (Spring 2002), pp. 13–19.
- Theological Essays I (ET 1989).
- Theological Essays II (ET 1994).
- "Theses on the Relation of the Existence, Essence and Attributes of God" in Toronto Journal of Theology 17 (2001), pp. 55–74.
- "To tell the world about God: The task for the mission of the church on the threshold of the third millennium" in International Review of Mission (April 30, 2000).
- "Toward the Heart of the Matter" in Christian Century 108:7 (1991), pp. 228–233.
- "Trinitarian Prayers for Christian Worship," in Word and World 18 (Summer 1998), pp. 244–253.
- "The Truth of Life: Observations on Truth as the Interruption of the Continuity of Life" in R.W.A. Mackinney, ed., Creation, Christ, and Culture: Studies in Honour of T. F. Torrance (ET 1976), pp. 231–236.
- "What does it mean to say, 'God is love'?" in Hart and Thimell, eds., Christ in our Place: Essays Presented to Prof. James Torrance (ET 1989), pp. 294–312.